# Pavol Sedlák (voleibolista)
Pavol Sedlák es un deportista eslovaco que compitió en voleibol adaptado. Ganó dos medallas en Juegos Paralímpicos de Verano, plata en Atlanta 1996 y bronce en Sídney 2000.

## Palmarés internacional
| Juegos Paralímpicos | Juegos Paralímpicos      | Juegos Paralímpicos | Juegos Paralímpicos     |
| Año                 | Lugar                    | Medalla             | Competición             |
| ------------------- | ------------------------ | ------------------- | ----------------------- |
| 1996                | Atlanta (Estados Unidos) | Medalla de plata    | Torneo masculino de pie |
| 2000                | Sídney (Australia)       | Medalla de bronce   | Torneo masculino de pie |